# Talvina

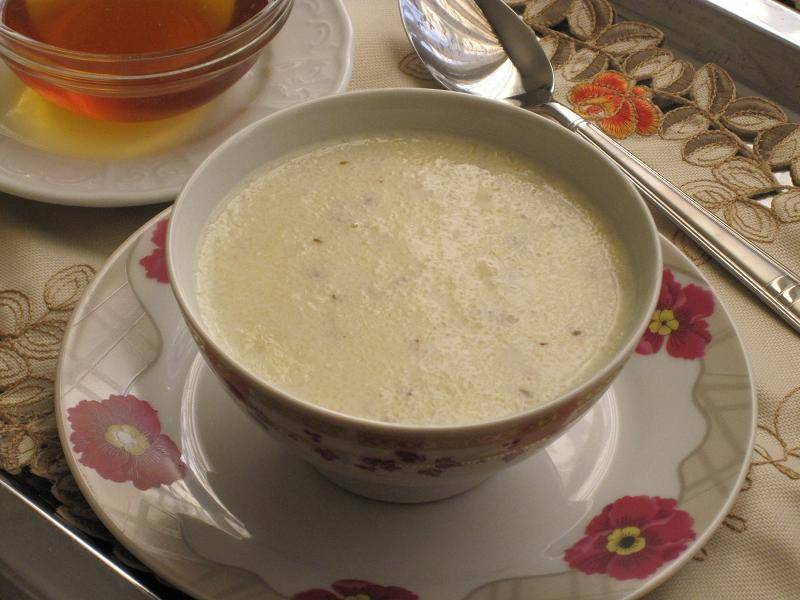
Talbina de cebada, de la gastronomía árabe

Antiguamente, la talvina o atalvina era una especie de puches o gachas (bebida o sopa espesa) hechas con leche, despojos de harina, y endulzado con azúcar o miel, receta que hoy día ha derivado en distintas preparaciones de varios países. Fue introducido en España durante la época andalusí y se usó hasta el siglo XIX, quedando registrado en algunas fuentes del Medievo y la Edad Moderna. La mezcla de harina con un líquido y algún añadido dulce o salado es una de las comidas más antiguas desde que se descubrió la agricultura, y los romanos la llamaban puls. El arabista Fray Diego de Guadix (1550-1615) definió el atalvina como «qualquiera mixtura de agua y harina, o también de leche y harina», dándose el caso de que la leche no fuese de vaca, sino de almendras. El historiador Juan López de Velasco (1530-1598) habla de «la leche [se] saca del grano, y así, que de leche de almendras y harina se hacen ciertas puches, que en algunas partes las llaman ataluinas  [sic]».
En la actualidad, se pueden encontrar derivados con el mismo nombre en zonas de las provincias españolas de Almería y de Murcia y en el Estado Táchira (Venezuela). Asimismo, este producto se puede encontrar en varios de los actuales países árabes, bajo el nombre التلبينة at-talbīna, y transcrito comercialmente como talbeenah.

## Etimología
Talvina proviene del árabe clásico تلبينة talbīna, que es el sustantivo verbal (maṣdar) de la 2.ª forma derivada de la raíz L-B-N (ل ب ن). La forma primera de esta raíz es la palabra لبن laban, que significa ‘yogur’, y la talvina fue llamada así porque su textura y su color recuerdan al yogur.
El castellano medieval tomó prestada la palabra en el contexto de al-Ándalus, el periodo islámico de la península ibérica. Debido a que la ت (t) inicial es una consonante solar, el artículo al- que le precede pasa a pronunciarse como at-, de manera que la composición final queda como at-talbina, y de ahí a atalvina. Es común en el mundo árabe que a la atalvina se la conozca como تلبينة الشعير talbīnat ash-shaʿir, ‘talbina de cebada’, pues casi exclusivamente se elabora con este producto. 

## Por regiones

### Antiguamente en España
Antiguamente en España, talvina o atalvina (también encontrado escrito como taluina o ataluina, siendo la u sustituto del sonido b) eran términos genéricos («paraguas») para denominar una variedad de preparaciones culinarias muy dispares, que tenían en común su consistencia líquida pero espesa, similar a una gacha. Generalmente se hacían a base de harina de cereal diluida en leche de almendras. Sin embargo sus ingredientes podían incluir agua, leche, ajo, harinas varias, etc. Esto se puede observar en la definición de Nebrija, cuando dice «talvina de cualquier cosa».
Según Felipe Maíllo Salgado, es difusa la relación semántica entre su significado árabe y el posterior préstamo castellano. Por ejemplo, el hecho de la versión árabe se hace exclusivamente con harina de cebada, tal y como se recoge en una sunna del Imam al-Bujari. En cambio, en el español, dependiendo de factores como la subjetividad del hablante, la región o la cultura, el ataluina, atalvina o la taluina o talvina hace referencia a una receta u otra.
Según Julio Valles, la atalvina o talvina es una «mezcla de vino con harina de cebada», que se cita en La lozana andaluza como comida de pobres.
En el idioma extremeño antiguo y, actualmente, en la zona de Alburquerque, la talbina se refiere la papa de harina o cebada para alimentar a los cerdos (mesturagi pa los guarrus). La talvina era llamada hecho en Murcia y la Mancha. Asimismo, talbina quiere decir ‘barro’ y ‘pomada’ en el extremeño, según el Diccionario de equivalencias castellano-extremeñu de Ismael Carmona García.

### Talbina en Oriente Medio

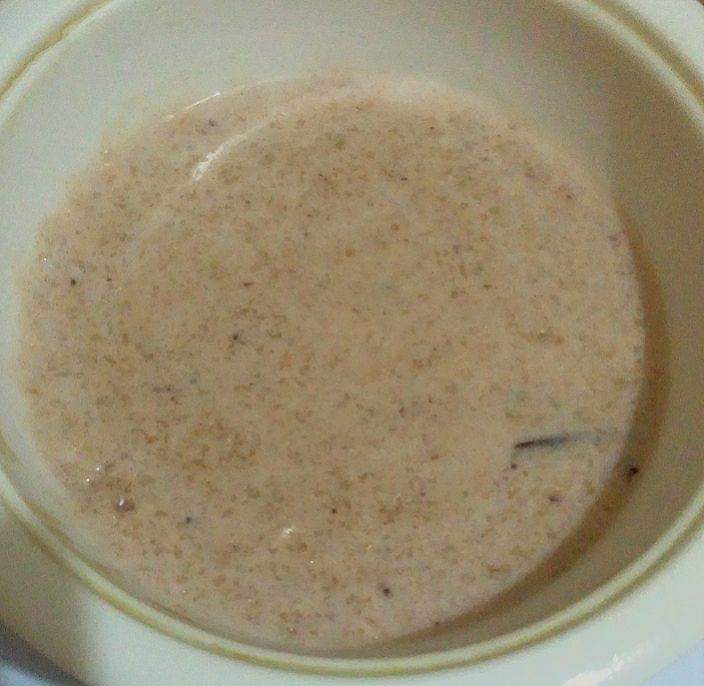
En el mundo árabe, la talvina es similar a unas gachas dulces ('puches', o en inglés porridge), solo que en vez de avena se hacen con cebada.

Se trata de unas gachas de cebada mezcladas con leche de vaca y miel. Se hace con harina de cebada integral, es decir, cebada con su salvado o afrecho. En la sabiduría popular árabe, a la talbina se le asocian numerosos beneficios para las personas enfermas, mujeres durante la ovulación, la presión alta o la aflicción. Se cuenta en la sunna de la talbina (سُنَّة التلبينة), que el profeta Mahoma recibió de Dios la talbina, para preservar la salud de los musulmanes. Tras la revelación, y con el permiso de Dios, la Sra. Aisha agregó miel en la mezcla, para reducir su amargura. Tiene una consistencia más o menos densa, pastosa o espesa según la cantidad de líquido añadido y el tiempo de cocción. En el siglo XI, Avicena la recomendaba en el Canon de Medicina para atenuar diferentes fiebres.

### Talvina en los Andes

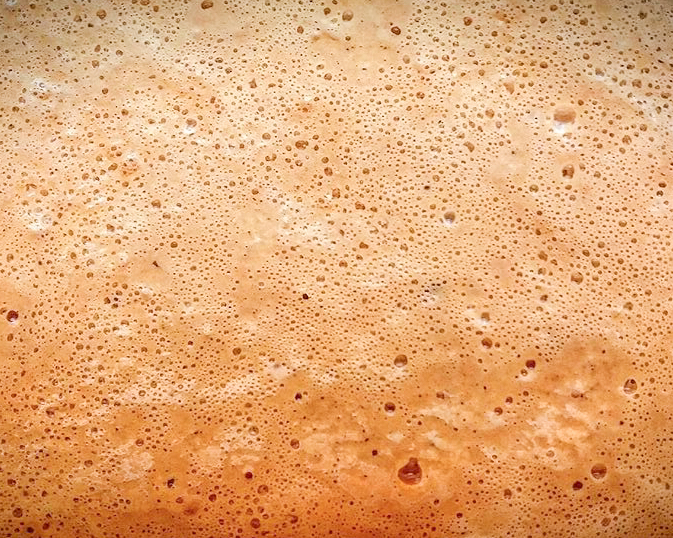
En Venezuela, la talvina es un prefermento dulce, similar a la masa madre

En los Andes venezolanos, particularmente en Táchira, la talvina es un prefermento (un tipo de masa madre, pero líquida), hecho con agua, harina de trigo, azúcar y papelón o melaza. La talvina andina se usa como masa para hacer el pan andino o pan camaleón. 
En la teoría panadera, una alta concentración de azúcar puede resultar contraproducente para fermentar una masa de pan, ya que el azúcar impide el crecimiento de ciertas bacterias. Sin embargo, la talvina es osmófila, eso quiere decir que funciona con masas enriquecidas con abundante azúcar y poca hidratación. Esto se debe a que se incluye el azúcar desde el primer momento, de manera que sólo se reproducen los microorganismos osmófilos.

### Talbinas o tarbinas de Almería y Granada

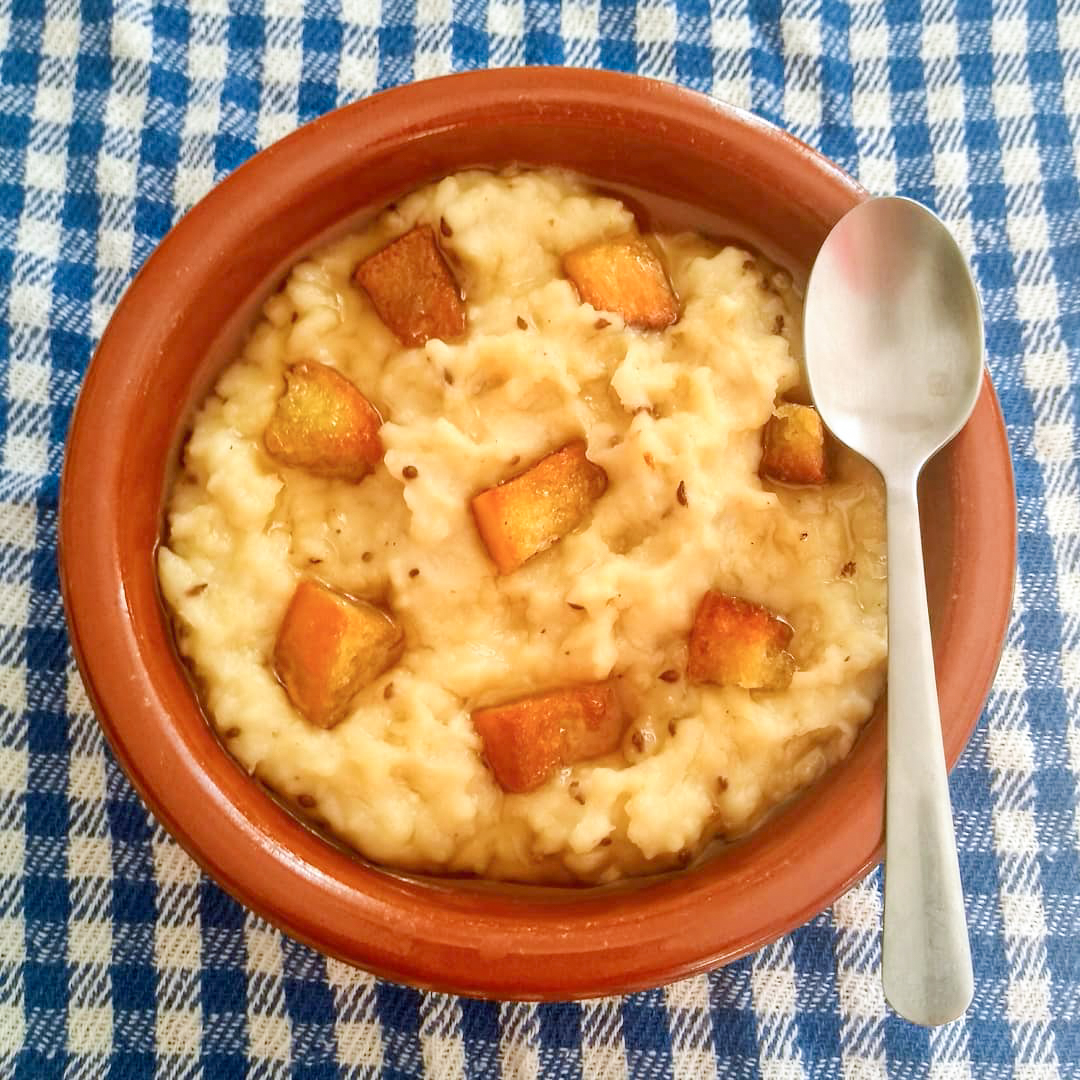
Talvina o tarbina, postre almeriense.

Las talbinas son unas gachas dulces típicas de la cocina almeriense, a base de harina de trigo y leche. Incluye también varias rebanadas de pan, aceite de oliva y almendras peladas, se endulza con azúcar o miel de caña y se aromatiza con semillas de matalahúva (anís). Según Miguel J. Carrascosa Salas, las talvinas se documentan en 12 localidades del sudeste de la provincia de Granada, y en el sur de la provincia de Almería. En la Alpujarra se le suele llamar también tarbinas.
Para prepararlas, se sofríen los granos de matalahúva. Se pelan las almendras y también se fríen junto con los trozos de pan. Se retiran de la sartén y se agrega la leche con la sal. Cuando hierva se agrega la harina y se cuece completamente sin dejar de remover, hasta que se forme una pasta que no se pega a la sartén. Se deja enfriar, se decora con las almendras y el pan frito, la miel o azúcar y se sirve. Otra forma es tostar la harina con el anís primero. La talbina almeriense es una comida de necesidad, un postre ingenioso hecho con ingredientes económicos. En tiempos de escasez, la talbina no se hacía con almendras, porque son caras, y era más común usar agua en vez de leche.
Las talbinas de Tabernas y Cabo de Gata son saladas, mientras que las de Almería capital y la Alpujarra son dulces. Otro plato salado similar son las gachás colorás, que incluyen pimentón.

### Tortas talvinas de Murcia
Las talvinas de la Región de Murcia son unas tortas fritas saladas. Es el plato más característico de Bullas, de la comarca del Río Mula y de la Sierra Espuña. Es una especie de torta que incluye harina de trigo, un tipo de pimiento seco local llamado ñora, ajos, tocino y morcilla, o bien callos y chorizo, o bien longaniza.
En una cazuela de barro, se sofríen las cabezas de ajo sin pelar y las ñoras. Después, se agrega la harina y el agua, y se forma una masa que se cuece por media hora. Encima se ponen las carnes también fritas y se sirve aún caliente en la misma cazuela.

### Talvina o taravina de Canarias
La talvina, talbina o taravina según la isla, es en Canarias una rala o ralera (mezcla de gofio y algún líquido) de gofio o pella con vino tinto, preparación casi desaparecida pero que solía ser básica en la dieta de las zonas rurales. En algunos sitios talvina también se refiere a la mezcla de gofio y leche. Como alimento para el ganado, se solía preparar una talvina de agua y afrecho. El autor Alfonso Armas Ayala dice de la taravina que es el «desayuno típico del campesino herreño, consistente en una pella de gofio con una buena copa de vino».